# Cédric van Branteghem
Cédric van Branteghem (Gante, Bélgica, 13 de marzo de 1979) es un atleta belga, especialista en la prueba de 4x400 m, con la que llegó a ser medallista de bronce europeo en 2010.

## Carrera deportiva
En el Campeonato Europeo de Atletismo de 2010 ganó la medalla de bronce en el relevo 4x400 metros, tras Rusia y Reino Unido, siendo sus compañeros de equipo: Kevin Borlée, Arnaud Destatte y Jonathan Borlée.